# UEFA Champions League 2009/10
De UEFA Champions League 2009/10 is het 55e seizoen van het belangrijkste Europese voetbaltoernooi en het 18e seizoen na de invoering van de Champions League. De finale werd op 22 mei gespeeld in het Estadio Santiago Bernabéu te Madrid. Het was voor het eerst dat de finale op een zaterdag werd gespeeld.

## Competitieopzet
Ten opzichte van de editie van 2008/09 zal er vanaf de groepsfase, met 32 teams, niets veranderen. Zestien ploegen, de nummers één en twee per groep, zullen doorstromen naar de knock-outfase. De nummers drie van elke poule zullen doorstromen naar de tweede ronde van de UEFA Europa League. De nummer vier is uitgeschakeld.

### Loting
| Datum            | Locatie | Ronde                                |
| ---------------- | ------- | ------------------------------------ |
| 22 juni 2009     | Nyon    | Eerste, tweede en derde voorronde    |
| 17 juli 2009     | Nyon    | Derde voorronde                      |
| 07 augustus 2009 | Nyon    | Vierde voorronde                     |
| 27 augustus 2009 | Monaco  | Groepsfase                           |
| 18 december 2009 | Nyon    | Eerste knock-outfase                 |
| 19 maart 2010    | Nyon    | Kwart finale, halve finale en finale |

### Deelname
Een grote verandering is de toetredingslijst van de ploegen. In plaats van zestien geplaatste ploegen zullen er nu 22 ploegen rechtstreeks geplaatst worden. Van de drie landen met de hoogste UEFA-coëfficiënten kwalificeren drie ploegen zich automatisch voor de groepsfase. De landen op plaats 4 tot en met 6 hebben recht op twee plaatsen en de landen 7 tot en met 12 op één plaats. Dit maakt in totaal 21 teams. Plaats 22 was gereserveerd voor de titelverdediger, indien deze zich niet via de eigen competitie zou plaatsen. Omdat dit niet het geval was, kwam de 22e plaats beschikbaar voor het 13e land op de UEFA-ranglijst; België. Daarnaast zijn er nog vijf plaatsen voor de kampioenen uit de overige landen en nog vijf plaatsen voor niet-kampioenen.
Deelnemers per land
- Landen 1-3: vier teams
- Landen 4-6: drie teams
- Landen 7-15: twee teams
- Landen 16-53: een team, behalve Liechtenstein

Teams per ronde
#Q = nummer voorronde, #1-#4 = eindpositie in de nationale competitie van een land
| 1e voorronde: 4 clubs | 2e voorronde: 34 clubs                                 | 3e voorronde: 30 clubs                        | Play-offronde: 20 clubs                          | Groepsfase: 32 clubs                                                                    | knock-outfase: 16 clubs                                                                                 |
| --------------------- | ------------------------------------------------------ | --------------------------------------------- | ------------------------------------------------ | --------------------------------------------------------------------------------------- | --- |
| 4× #1 50-53           | 32× #1 17-49** 2× winnaar 1Q **exclusief Liechtenstein | 3× #1 14-16 17× winnaar 2Q 9× #2 7-15 1× #3 6 | 10× winnaar 3Q 2× #2 4-5 3× #4 1-3 5× winnaar 3Q | 13× #1 1-13 6× #2 1-6 3× #3 1-3 10× winnaar PO                                          | 8× #1 groepsfase 8× #2 groepsfase                                                                       |
| Speeldata             |                                                        |                                               |                                                  |                                                                                         | |
| 30 juni 1 juli        | 14,15 juli 21,22 juli                                  | 28,29 juli 4,5 augustus                       | 18,19 augustus 25,26 augustus                    | 15,16 september 29,30 september 20, 21 oktober 3,4 november 24,25 november 8,9 december | 1/8F: 16-24 februari + 9-17 maart KF: 30, 31 maart + 6, 7 april HF: 20, 21 + 27,28 april Finale: 22 mei |

### Prijzengeld
Play-offronde
- 2,1 miljoen per club
- Totaal € 42 miljoen

Groepsronde
- € 3,8 miljoen per club
- € 550.000 per gespeelde wedstrijd per club
- € 800.000 bonus bij winst
- € 400.000 bonus bij gelijkspel
- Totaal € 304 miljoen

Achtste finale
- € 3 miljoen per club
- Totaal € 48 miljoen

Kwart Finale
- € 3,3 miljoen per club
- Totaal € 26,4 miljoen

Halve finale
- € 4 miljoen
- Totaal 16 miljoen

Finale
- € 9 miljoen voor de winnaar
- € 5,2 miljoen voor de verliezer
- Totaal 14,2 miljoen

## Voorronden

### Voorronde 1
Aan deze voorronde deden enkel landskampioenen mee. Doordat de winnaar van de editie van 2008/09 zich via de eigen competitie wist te plaatsen voor de Champions League, schoven de kampioenen van de Faeröer en Luxemburg door naar de tweede voorronde.
De heenwedstrijden werden op 30 juni en 1 juli gespeeld, de terugwedstrijden op 7 en 8 juli 2009.
| Team 1        | Tot.         | Team 2          | 1e wedstr. | 2e wedstr. |
| ------------- | ------------ | --------------- | ---------- | ---------- |
| UE Sant Julià | 2-2 ns (6-5) | SP Tre Fiori    | 1-1        | 1-1 nv     |
| Hibernians FC | 0-6          | FK Mogren Budva | 0-2        | 0-4        |

### Voorronde 2
Aan deze voorronde deden enkel landskampioenen mee. Doordat de winnaar van de editie van 2008/09 zich via de eigen competitie wist te plaatsen voor de Champions League, schoof de kampioen van Zwitserland door naar de derde voorronde.
De heenwedstrijden werden op 14 en 15 juli gespeeld, de terugwedstrijden op 21 en 22 juli 2009.
| Team 1                            | Tot.    | Team 2              | 1e wedstr. | 2e wedstr. |
| --------------------------------- | ------- | ------------------- | ---------- | ---------- |
| SK Tirana                         | 1-5     | Stabæk IF           | 1-1        | 0-4        |
| WIT Georgia                       | 1-3     | NK Maribor          | 0-0        | 1-3        |
| EB/Streymur Eiði                  | 0-5     | APOEL Nicosia       | 0-2        | 0-3        |
| FC Kopenhagen                     | 12-0    | FK Mogren Budva     | 6-0        | 6-0        |
| Debreceni VSC                     | (u) 3-3 | Kalmar FF           | 2-0        | 1-3        |
| FK Makedonija Ğorče Petrov Skopje | 0-4     | FC BATE Barysaw     | 0-2        | 0-2        |
| FH Hafnarfjörður                  | 0-6     | FC Aktobe           | 0-4        | 0-2        |
| Pjoenik Jerevan                   | 0-3     | NK Dinamo Zagreb    | 0-0        | 0-3        |
| FK Ventspils                      | 6-1     | F91 Dudelange       | 3-0        | 3-1        |
| FK Ekranas Panevėžys              | 4-6     | FK Bakoe            | 2-2        | 2-4        |
| Red Bull Salzburg                 | 2-1     | Bohemians Dublin FC | 1-1        | 1-0        |
| NK Zrinjski Mostar                | 1-4     | Slovan Bratislava   | 1-0        | 0-4        |
| FC Inter Turku                    | 0-2     | FC Sheriff Tiraspol | 0-1        | 0-1        |
| Rhyl FC                           | 0-12    | FK Partizan         | 0-4        | 0-8        |
| Wisła Kraków                      | 1-2     | FC Levadia Tallinn  | 1-1        | 0-1        |
| Levski Sofia                      | 9-0     | UE Sant Julià       | 4-0        | 5-0        |
| Maccabi Haifa FC                  | 10-0    | Glentoran FC        | 6-0        | 4-0        |

### Voorronde 3
De heenwedstrijden werden op 28 en 29 juli gespeeld, de terugwedstrijden op 4 en 5 augustus 2009.

#### Voor landskampioenen
Aan deze voorronde deden enkel landskampioenen mee. De onderstaande teams stroomden deze voorronde in. De winnaars gingen door naar de vierde voorronde, de verliezers schoven door naar de play-offs van de Europa League. Doordat winnaar van de editie van 2008/09 zich via de eigen competitie wist te plaatsen voor de Champions League, schoof de kampioen van België door naar de groepsfase.
| Club               | Land                     |
| ------------------ | ------------------------ |
| Olympiakos Piraeus | Kampioen van Griekenland |
| Slavia Praag       | Kampioen van Tsjechië    |
| FC Zürich          | Kampioen van Zwitserland |

| Team 1              | Tot.    | Team 2             | 1e wedstr. | 2e wedstr. |
| ------------------- | ------- | ------------------ | ---------- | ---------- |
| Red Bull Salzburg   | 3-2     | NK Dinamo Zagreb   | 1-1        | 2-1        |
| Slovan Bratislava   | 0-4     | Olympiakos Piraeus | 0-2        | 0-2        |
| FC Zürich           | 5-3     | NK Maribor         | 2-3        | 3-0        |
| APOEL Nicosia       | 2-1     | FK Partizan        | 2-0        | 0-1        |
| FC Sheriff Tiraspol | (u) 1-1 | Slavia Praag       | 0-0        | 1-1        |
| FC Aktobe           | 3-4     | Maccabi Haifa FC   | 0-0        | 3-4        |
| FK Bakoe            | 0-2     | Levski Sofia       | 0-0        | 0-2        |
| FK Ventspils        | (u) 2-2 | FC BATE Borisov    | 1-0        | 1-2        |
| FC Levadia Tallinn  | 0-2     | Debreceni VSC      | 0-1        | 0-1        |
| FC Kopenhagen       | 3-1     | Stabæk Fotball     | 3-1        | 0-0        |

#### Voor niet-kampioenen
Aan deze voorronde deden enkel clubs mee die geen landskampioen werden. De winnaars gingen door naar de vierde voorronde, de verliezers schoven door naar de play-offs van de Europa League.
| Team 1              | Tot.    | Team 2           | 1e wedstr. | 2e wedstr. |
| ------------------- | ------- | ---------------- | ---------- | ---------- |
| Sparta Praag        | 3-4     | Panathinaikos FC | 3-1        | 0-3        |
| FC Sjachtar Donetsk | 2-2 (u) | FC Timişoara     | 2-2        | 0 -0       |
| Sporting Lissabon   | (u) 1-1 | FC Twente        | 0-0        | 1-1        |
| Celtic FC           | 2-1     | Dinamo Moskou    | 0-1        | 2-0        |
| RSC Anderlecht      | 6-3     | Sivasspor        | 5-0        | 1-3        |

### Voorronde 4
De heenwedstrijden werden op 28 en 29 juli gespeeld, de terugwedstrijden op 4 en 5 augustus 2009.

#### Voor landskampioenen
Aan deze voorronde deden enkel landskampioenen mee. De onderstaande teams stroomden deze voorronde in. De winnaars gingen door naar de groepsfase van de Champions League, de verliezers schoven door naar de groepsfase van de Europa League.
| Club                | Land                     |
| ------------------- | ------------------------ |
| Maccabi Haifa FC    | Kampioen van Israël      |
| Red Bull Salzburg   | Kampioen van Oostenrijk  |
| FK Ventspils        | Kampioen van Letland     |
| Levski Sofia        | Kampioen van Bulgarije   |
| Debreceni VSC       | Kampioen van Hongarije   |
| FC Sheriff Tiraspol | Kampioen van Moldavië    |
| FC Zürich           | Kampioen van Zwitserland |
| Olympiakos Piraeus  | Kampioen van Griekenland |
| FC Kopenhagen       | Kampioen van Denemarken  |
| APOEL Nicosia       | Kampioen van Cyprus      |

| Team 1              | Tot. | Team 2             | 1e wedstr. | 2e wedstr. |
| ------------------- | ---- | ------------------ | ---------- | ---------- |
| FC Sheriff Tiraspol | 0-3  | Olympiakos Piraeus | 0-2        | 0-1        |
| Red Bull Salzburg   | 1-5  | Maccabi Haifa FC   | 1-2        | 0-3        |
| FK Ventspils        | 1-5  | FC Zürich          | 0-3        | 1-2        |
| FC Kopenhagen       | 2-3  | APOEL Nicosia      | 1-0        | 1-3        |
| Levski Sofia        | 1-4  | Debreceni VSC      | 1-2        | 0-2        |

#### Voor niet-kampioenen
Aan deze voorronde deden enkel clubs mee die geen landskampioen werden. De onderstaande teams stroomden deze voorronde in. De winnaars gingen door naar de groepsfase van de Champions League, de verliezers schoven door naar de groepsfase van de Europa League.
| Club              | Land                  |
| ----------------- | --------------------- |
| Arsenal FC        | Nr. 4 van Engeland    |
| Atlético Madrid   | Nr. 4 van Spanje      |
| ACF Fiorentina    | Nr. 4 van Italië      |
| Olympique Lyon    | Nr. 3 van Frankrijk   |
| VfB Stuttgart     | Nr. 3 van Duitsland   |
| RSC Anderlecht    | Nr. 2 van België      |
| Panathinaikos FC  | Nr. 2 van Griekenland |
| Sporting Lissabon | Nr. 2 van Portugal    |
| Celtic FC         | Nr. 2 van Schotland   |
| FC Timişoara      | Nr. 2 van Roemenië    |

| Team 1            | Tot.    | Team 2          | 1e wedstr. | 2e wedstr. |
| ----------------- | ------- | --------------- | ---------- | ---------- |
| Olympique Lyon    | 8-2     | RSC Anderlecht  | 5-1        | 3-1        |
| Celtic FC         | 1-5     | Arsenal FC      | 0-2        | 1-3        |
| FC Timişoara      | 0-2     | VfB Stuttgart   | 0-2        | 0-0        |
| Sporting Lissabon | 3-3 (u) | ACF Fiorentina  | 2-2        | 1-1        |
| Panathinaikos FC  | 2-5     | Atlético Madrid | 2-3        | 0-2        |

## Hoofdtoernooi

### Groepsfase
Loting
In de onderstaande tabel staan de clubs die zich voor de groepsfase kwalificeerden en in welke pot zij voor de loting waren ingedeeld. Per pot zijn de clubs op sterkte gerangschikt. Uit elke pot werd elk team in een andere groep geloot. De potindeling is gebaseerd op de UEFA-coëfficiënten per club. FC Barcelona heeft met 121.853 de hoogste coëfficiënt, Debreceni VSC met 1.633 de laagste. Het Nederlandse AZ heeft een coëfficiënt van 64.826, het Belgische Standard Luik 21.065.
Pot 1
| Land | Club              | N |
| ---- | ----------------- | - |
| ESP  | FC Barcelona      | 1 |
| ENG  | Chelsea FC        | 3 |
| ENG  | Liverpool FC      | 2 |
| ENG  | Manchester United | 1 |
| ITA  | AC Milan          | 3 |
| ENG  | Arsenal FC        | 4 |
| ESP  | Sevilla FC        | 3 |
| GER  | Bayern München    | 2 |

Pot 2
| Land | Club            | N |
| ---- | --------------- | - |
| FRA  | Olympique Lyon  | 3 |
| ITA  | Internazionale  | 1 |
| ESP  | Real Madrid     | 2 |
| RUS  | CSKA Moskou     | 2 |
| POR  | FC Porto        | 1 |
| NED  | AZ              | 1 |
| ITA  | Juventus FC     | 2 |
| SCO  | Glasgow Rangers | 1 |

Pot 3
| Land | Club                  | N |
| ---- | --------------------- | - |
| GRE  | Olympiakos Piraeus    | 1 |
| FRA  | Olympique Marseille   | 2 |
| UKR  | Dynamo Kiev           | 1 |
| GER  | VfB Stuttgart         | 3 |
| ITA  | ACF Fiorentina        | 4 |
| ESP  | Atlético Madrid       | 4 |
| FRA  | Girondins de Bordeaux | 1 |
| TUR  | Beşiktaş JK           | 1 |

Pot 4
| Land | Club            | N |
| ---- | --------------- | - |
| GER  | VfL Wolfsburg   | 1 |
| BEL  | Standard Luik   | 1 |
| ISR  | Maccabi Haifa   | 1 |
| SUI  | FC Zürich       | 1 |
| RUS  | Roebin Kazan    | 1 |
| ROU  | Unirea Urziceni | 1 |
| CYP  | APOEL Nicosia   | 1 |
| HUN  | Debreceni VSC   | 1 |

N.B. In de kolom N staat de klassering in de nationale competitie op basis waarvan het team aan de (voorronde van de) Champions League mocht deelnemen.

#### Poule A
| Speelronde | Datum      | Thuisteam          | Uitslag | Uitteam            |
| ---------- | ---------- | ------------------ | ------- | ------------------ |
| 1          | 15.09.2009 | Juventus FC        | 1-1     | Girondins Bordeaux |
| 1          | 15.09.2009 | Maccabi Haifa      | 0-3     | Bayern München     |
| 2          | 30.09.2009 | Bayern München     | 0-0     | Juventus FC        |
| 2          | 30.09.2009 | Girondins Bordeaux | 1-0     | Maccabi Haifa      |
| 3          | 21.10.2009 | Girondins Bordeaux | 2-1     | Bayern München     |
| 3          | 21.10.2009 | Juventus FC        | 1-0     | Maccabi Haifa      |
| 4          | 03.11.2009 | Bayern München     | 0-2     | Girondins Bordeaux |
| 4          | 03.11.2009 | Maccabi Haifa      | 0-1     | Juventus FC        |
| 5          | 25.11.2009 | Girondins Bordeaux | 2-0     | Juventus FC        |
| 5          | 25.11.2009 | Bayern München     | 1-0     | Maccabi Haifa      |
| 6          | 08.12.2009 | Juventus FC        | 1-4     | Bayern München     |
| 6          | 08.12.2009 | Maccabi Haifa      | 0-1     | Girondins Bordeaux |

| Nr. | Club               | GS | W | G | V | DV | DT | DS | P  |
| --- | ------------------ | -- | - | - | - | -- | -- | -- | -- |
| 1   | Girondins Bordeaux | 6  | 5 | 1 | 0 | 9  | 2  | +7 | 16 |
| 2   | Bayern München     | 6  | 3 | 1 | 2 | 9  | 5  | +4 | 10 |
| 3   | Juventus FC        | 6  | 2 | 2 | 2 | 4  | 7  | −3 | 8  |
| 4   | Maccabi Haifa      | 6  | 0 | 0 | 6 | 0  | 8  | −8 | 0  |

| Kleur | Kwalificatie voor           |
| ----- | --------------------------- |
|       | naar 1/8 finale CL          |
|       | Naar 2e ronde Europa League |
|       | Uitgeschakeld in Europa     |

#### Poule B
| Speelronde | Datum      | Thuisteam            | Uitslag | Uitteam              |
| ---------- | ---------- | -------------------- | ------- | -------------------- |
| 1          | 15.09.2009 | VfL Wolfsburg        | 3-1     | CSKA Moskou          |
| 1          | 15.09.2009 | Beşiktaş JK          | 0-1     | Manchester United FC |
| 2          | 30.09.2009 | Manchester United FC | 2-1     | VfL Wolfsburg        |
| 2          | 30.09.2009 | CSKA Moskou          | 2-1     | Beşiktaş JK          |
| 3          | 21.10.2009 | CSKA Moskou          | 0-1     | Manchester United FC |
| 3          | 21.10.2009 | VfL Wolfsburg        | 0-0     | Beşiktaş JK          |
| 4          | 03.11.2009 | Manchester United FC | 3-3     | CSKA Moskou          |
| 4          | 03.11.2009 | Beşiktaş JK          | 0-3     | VfL Wolfsburg        |
| 5          | 25.11.2009 | Manchester United FC | 0-1     | Beşiktaş JK          |
| 5          | 25.11.2009 | CSKA Moskou          | 2-1     | VfL Wolfsburg        |
| 6          | 08.12.2009 | Beşiktaş JK          | 1-2     | CSKA Moskou          |
| 6          | 08.12.2009 | VfL Wolfsburg        | 1-3     | Manchester United FC |

| Nr. | Club                 | GS | W | G | V | DV | DT | DS | P  |
| --- | -------------------- | -- | - | - | - | -- | -- | -- | -- |
| 1   | Manchester United FC | 6  | 4 | 1 | 1 | 10 | 6  | +4 | 13 |
| 2   | CSKA Moskou          | 6  | 3 | 1 | 2 | 10 | 10 | 0  | 10 |
| 3   | VfL Wolfsburg        | 6  | 2 | 1 | 3 | 9  | 8  | +1 | 7  |
| 4   | Beşiktaş JK          | 6  | 1 | 1 | 4 | 3  | 8  | −5 | 4  |

| Kleur | Kwalificatie voor           |
| ----- | --------------------------- |
|       | naar 1/8 finale CL          |
|       | Naar 2e ronde Europa League |
|       | Uitgeschakeld in Europa     |

#### Poule C
| Speelronde | Datum      | Thuisteam           | Uitslag | Uitteam             |
| ---------- | ---------- | ------------------- | ------- | ------------------- |
| 1          | 15.09.2009 | FC Zürich           | 2-5     | Real Madrid CF      |
| 1          | 15.09.2009 | Olympique Marseille | 1-2     | AC Milan            |
| 2          | 30.09.2009 | AC Milan            | 0-1     | FC Zürich           |
| 2          | 30.09.2009 | Real Madrid CF      | 3-0     | Olympique Marseille |
| 3          | 21.10.2009 | Real Madrid CF      | 2-3     | AC Milan            |
| 3          | 21.10.2009 | FC Zürich           | 0-1     | Olympique Marseille |
| 4          | 03.11.2009 | AC Milan            | 1-1     | Real Madrid CF      |
| 4          | 03.11.2009 | Olympique Marseille | 6-1     | FC Zürich           |
| 5          | 25.11.2009 | Real Madrid CF      | 1-0     | FC Zürich           |
| 5          | 25.11.2009 | AC Milan            | 1-1     | Olympique Marseille |
| 6          | 08.12.2009 | FC Zürich           | 1-1     | AC Milan            |
| 6          | 08.12.2009 | Olympique Marseille | 1-3     | Real Madrid CF      |

| Nr. | Club                   | GS | W | G | V | DV | DT | DS | P  |
| --- | ---------------------- | -- | - | - | - | -- | -- | -- | -- |
| 1   | Real Madrid CF         | 6  | 4 | 1 | 1 | 15 | 7  | +8 | 13 |
| 2   | AC Milan               | 6  | 2 | 3 | 1 | 8  | 7  | +1 | 9  |
| 3   | Olympique de Marseille | 6  | 2 | 1 | 3 | 10 | 10 | 0  | 7  |
| 4   | FC Zürich              | 6  | 1 | 1 | 4 | 5  | 14 | −9 | 4  |

| Kleur | Kwalificatie voor           |
| ----- | --------------------------- |
|       | naar 1/8 finale CL          |
|       | Naar 2e ronde Europa League |
|       | Uitgeschakeld in Europa     |

#### Poule D
| Speelronde | Datum      | Thuisteam       | Uitslag | Uitteam         |
| ---------- | ---------- | --------------- | ------- | --------------- |
| 1          | 15.09.2009 | Chelsea FC      | 1-0     | FC Porto        |
| 1          | 15.09.2009 | Atlético Madrid | 0-0     | APOEL Nicosia   |
| 2          | 30.09.2009 | APOEL Nicosia   | 0-1     | Chelsea FC      |
| 2          | 30.09.2009 | FC Porto        | 2-0     | Atlético Madrid |
| 3          | 21.10.2009 | FC Porto        | 2-1     | APOEL Nicosia   |
| 3          | 21.10.2009 | Chelsea FC      | 4-0     | Atlético Madrid |
| 4          | 03.11.2009 | APOEL Nicosia   | 0-1     | FC Porto        |
| 4          | 03.11.2009 | Atlético Madrid | 2-2     | Chelsea FC      |
| 5          | 25.11.2009 | FC Porto        | 0-1     | Chelsea FC      |
| 5          | 25.11.2009 | APOEL Nicosia   | 1-1     | Atlético Madrid |
| 6          | 08.12.2009 | Chelsea FC      | 2-2     | APOEL Nicosia   |
| 6          | 08.12.2009 | Atlético Madrid | 0-3     | FC Porto        |

| Nr. | Club            | GS | W | G | V | DV | DT | DS | P  |
| --- | --------------- | -- | - | - | - | -- | -- | -- | -- |
| 1   | Chelsea FC      | 6  | 4 | 2 | 0 | 11 | 4  | +7 | 14 |
| 2   | FC Porto        | 6  | 4 | 0 | 2 | 8  | 3  | +5 | 12 |
| 3   | Atlético Madrid | 6  | 0 | 3 | 3 | 3  | 12 | −9 | 3  |
| 4   | APOEL Nicosia   | 6  | 0 | 3 | 3 | 4  | 7  | −3 | 3  |

| Kleur | Kwalificatie voor           |
| ----- | --------------------------- |
|       | naar 1/8 finale CL          |
|       | Naar 2e ronde Europa League |
|       | Uitgeschakeld in Europa     |

#### Poule E
| Speelronde | Datum      | Thuisteam      | Uitslag | Uitteam        |
| ---------- | ---------- | -------------- | ------- | -------------- |
| 1          | 16.09.2009 | Liverpool FC   | 1-0     | Debreceni VSC  |
| 1          | 16.09.2009 | Olympique Lyon | 1-0     | ACF Fiorentina |
| 2          | 29.09.2009 | ACF Fiorentina | 2-0     | Liverpool FC   |
| 2          | 29.09.2009 | Debreceni VSC  | 0-4     | Olympique Lyon |
| 3          | 20.10.2009 | Debreceni VSC  | 3-4     | ACF Fiorentina |
| 3          | 20.10.2009 | Liverpool FC   | 1-2     | Olympique Lyon |
| 4          | 04.11.2009 | ACF Fiorentina | 5-2     | Debreceni VSC  |
| 4          | 04.11.2009 | Olympique Lyon | 1-1     | Liverpool FC   |
| 5          | 24.11.2009 | Debreceni VSC  | 0-1     | Liverpool FC   |
| 5          | 24.11.2009 | ACF Fiorentina | 1-0     | Olympique Lyon |
| 6          | 09.12.2009 | Liverpool FC   | 1-2     | ACF Fiorentina |
| 6          | 09.12.2009 | Olympique Lyon | 4-0     | Debreceni VSC  |

| Nr. | Club           | GS | W | G | V | DV | DT | DS  | P  |
| --- | -------------- | -- | - | - | - | -- | -- | --- | -- |
| 1   | ACF Fiorentina | 6  | 5 | 0 | 1 | 14 | 7  | +7  | 15 |
| 2   | Olympique Lyon | 6  | 4 | 1 | 1 | 12 | 3  | +9  | 13 |
| 3   | Liverpool FC   | 6  | 2 | 1 | 3 | 5  | 7  | −2  | 7  |
| 4   | Debreceni VSC  | 6  | 0 | 0 | 6 | 5  | 19 | −14 | 0  |

| Kleur | Kwalificatie voor           |
| ----- | --------------------------- |
|       | naar 1/8 finale CL          |
|       | Naar 2e ronde Europa League |
|       | Uitgeschakeld in Europa     |

#### Poule F
| Speelronde | Datum      | Thuisteam      | Uitslag | Uitteam        |
| ---------- | ---------- | -------------- | ------- | -------------- |
| 1          | 16.09.2009 | Internazionale | 0-0     | FC Barcelona   |
| 1          | 16.09.2009 | Dynamo Kiev    | 3-1     | Roebin Kazan   |
| 2          | 29.09.2009 | Roebin Kazan   | 1-1     | Internazionale |
| 2          | 29.09.2009 | FC Barcelona   | 2-0     | Dynamo Kiev    |
| 3          | 20.10.2009 | FC Barcelona   | 1-2     | Roebin Kazan   |
| 3          | 20.10.2009 | Internazionale | 2-2     | Dynamo Kiev    |
| 4          | 04.11.2009 | Roebin Kazan   | 0-0     | FC Barcelona   |
| 4          | 04.11.2009 | Dynamo Kiev    | 1-2     | Internazionale |
| 5          | 24.11.2009 | FC Barcelona   | 2-0     | Internazionale |
| 5          | 24.11.2009 | Roebin Kazan   | 0-0     | Dynamo Kiev    |
| 6          | 09.12.2009 | Internazionale | 2-0     | Roebin Kazan   |
| 6          | 09.12.2009 | Dynamo Kiev    | 1-2     | FC Barcelona   |

| Nr. | Club           | GS | W | G | V | DV | DT | DS | P  |
| --- | -------------- | -- | - | - | - | -- | -- | -- | -- |
| 1   | FC Barcelona   | 6  | 3 | 2 | 1 | 7  | 3  | +4 | 11 |
| 2   | Internazionale | 6  | 2 | 3 | 1 | 7  | 6  | +1 | 9  |
| 3   | Roebin Kazan   | 6  | 1 | 3 | 2 | 4  | 7  | −3 | 6  |
| 4   | Dynamo Kiev    | 6  | 1 | 2 | 3 | 7  | 9  | −2 | 5  |

| Kleur | Kwalificatie voor           |
| ----- | --------------------------- |
|       | naar 1/8 finale CL          |
|       | Naar 2e ronde Europa League |
|       | Uitgeschakeld in Europa     |

#### Poule G
| Speelronde | Datum      | Thuisteam       | Uitslag | Uitteam         |
| ---------- | ---------- | --------------- | ------- | --------------- |
| 1          | 16.09.2009 | VfB Stuttgart   | 1-1     | Glasgow Rangers |
| 1          | 16.09.2009 | Sevilla FC      | 2-0     | Unirea Urziceni |
| 2          | 29.09.2009 | Unirea Urziceni | 1-1     | VfB Stuttgart   |
| 2          | 29.09.2009 | Glasgow Rangers | 1-4     | Sevilla FC      |
| 3          | 20.10.2009 | Glasgow Rangers | 1-4     | Unirea Urziceni |
| 3          | 20.10.2009 | VfB Stuttgart   | 1-3     | Sevilla FC      |
| 4          | 04.11.2009 | Unirea Urziceni | 1-1     | Glasgow Rangers |
| 4          | 04.11.2009 | Sevilla FC      | 1-1     | VfB Stuttgart   |
| 5          | 24.11.2009 | Glasgow Rangers | 0-2     | VfB Stuttgart   |
| 5          | 24.11.2009 | Unirea Urziceni | 1-0     | Sevilla FC      |
| 6          | 09.12.2009 | VfB Stuttgart   | 3-1     | Unirea Urziceni |
| 6          | 09.12.2009 | Sevilla FC      | 1-0     | Glasgow Rangers |

| Nr. | Club            | GS | W | G | V | DV | DT | DS | P  |
| --- | --------------- | -- | - | - | - | -- | -- | -- | -- |
| 1   | Sevilla FC      | 6  | 4 | 1 | 1 | 11 | 4  | +7 | 13 |
| 2   | VfB Stuttgart   | 6  | 2 | 3 | 1 | 9  | 7  | +2 | 9  |
| 3   | Unirea Urziceni | 6  | 2 | 2 | 2 | 8  | 8  | 0  | 8  |
| 4   | Glasgow Rangers | 6  | 0 | 2 | 4 | 4  | 13 | −9 | 2  |

| Kleur | Kwalificatie voor           |
| ----- | --------------------------- |
|       | naar 1/8 finale CL          |
|       | Naar 2e ronde Europa League |
|       | Uitgeschakeld in Europa     |

#### Poule H
| Speelronde | Datum      | Thuisteam          | Uitslag | Uitteam            |
| ---------- | ---------- | ------------------ | ------- | ------------------ |
| 1          | 16.09.2009 | Olympiakos Piraeus | 1-0     | AZ                 |
| 1          | 16.09.2009 | Standard Luik      | 2-3     | Arsenal FC         |
| 2          | 29.09.2009 | Arsenal FC         | 2-0     | Olympiakos Piraeus |
| 2          | 29.09.2009 | AZ                 | 1-1     | Standard Luik      |
| 3          | 20.10.2009 | AZ                 | 1-1     | Arsenal FC         |
| 3          | 20.10.2009 | Olympiakos Piraeus | 2-1     | Standard Luik      |
| 4          | 04.11.2009 | Arsenal FC         | 4-1     | AZ                 |
| 4          | 04.11.2009 | Standard Luik      | 2-0     | Olympiakos Piraeus |
| 5          | 24.11.2009 | AZ                 | 0-0     | Olympiakos Piraeus |
| 5          | 24.11.2009 | Arsenal FC         | 2-0     | Standard Luik      |
| 6          | 09.12.2009 | Olympiakos Piraeus | 1-0     | Arsenal FC         |
| 6          | 09.12.2009 | Standard Luik      | 1-1     | AZ                 |

| Nr. | Club               | GS | W | G | V | DV | DT | DS | P  |
| --- | ------------------ | -- | - | - | - | -- | -- | -- | -- |
| 1   | Arsenal FC         | 6  | 4 | 1 | 1 | 12 | 5  | +7 | 13 |
| 2   | Olympiakos Piraeus | 6  | 3 | 1 | 2 | 4  | 5  | −1 | 10 |
| 3   | Standard Luik      | 6  | 1 | 2 | 3 | 7  | 9  | −2 | 5  |
| 4   | AZ                 | 6  | 0 | 4 | 2 | 4  | 8  | −4 | 4  |

| Kleur | Kwalificatie voor           |
| ----- | --------------------------- |
|       | naar 1/8 finale CL          |
|       | Naar 2e ronde Europa League |
|       | Uitgeschakeld in Europa     |

## Finales
|  | Eerste ronde | Eerste ronde          | Eerste ronde          |   |                | Kwartfinales | Kwartfinales   | Kwartfinales |  |  | Halve finales | Halve finales | Halve finales  |   |  | Finale | Finale | Finale |
|  |              |                       |                       |   |                |              |                |              |  |  |               |               |                |   |  |        |        |        |
|  |              | Bayern München        | 4                     |   |                |              |                |              |  |  |               |               |                |   |  |        |        |        |
|  |              | ACF Fiorentina        | 4                     |   |                |              |                |              |  |  |               |               |                |   |  |        |        |        |
|  |              | ACF Fiorentina        | 4                     |   | Bayern München | 4            |                |              |  |  |               |               |                |   |  |        |        |        |
|  |              |                       |                       |   | Bayern München | 4            |                |              |  |  |               |               |                |   |  |        |        |        |
|  |              |                       | Manchester United     | 4 |                |              |                |              |  |  |               |               |                |   |  |        |        |        |
|  |              | AC Milan              | Manchester United     | 4 | 2              |              |                |              |  |  |               |               |                |   |  |        |        |        |
|  |              |                       |                       |   | 2              |              |                |              |  |  |               |               |                |   |  |        |        |        |
|  |              | Manchester United     | 7                     |   |                |              |                |              |  |  |               |               |                |   |  |        |        |        |
|  |              |                       |                       |   |                |              | Bayern Munchen | 4            |  |  |               |               |                |   |  |        |        |        |
|  |              |                       |                       |   |                |              |                |              |  |  |               |               |                |   |  |        |        |        |
|  |              |                       | Olympique Lyon        | 0 |                |              |                |              |  |  |               |               |                |   |  |        |        |        |
|  |              | Olympique Lyon        | Olympique Lyon        | 0 | 2              |              |                |              |  |  |               |               |                |   |  |        |        |        |
|  |              |                       |                       |   | 2              |              |                |              |  |  |               |               |                |   |  |        |        |        |
|  |              | Real Madrid           | 1                     |   |                |              |                |              |  |  |               |               |                |   |  |        |        |        |
|  |              | Real Madrid           | 1                     |   | Olympique Lyon | 3            |                |              |  |  |               |               |                |   |  |        |        |        |
|  |              |                       |                       |   | Olympique Lyon | 3            |                |              |  |  |               |               |                |   |  |        |        |        |
|  |              |                       | Girondins de Bordeaux | 2 |                |              |                |              |  |  |               |               |                |   |  |        |        |        |
|  |              | Girondins de Bordeaux | Girondins de Bordeaux | 2 | 3              |              |                |              |  |  |               |               |                |   |  |        |        |        |
|  |              |                       |                       |   | 3              |              |                |              |  |  |               |               |                |   |  |        |        |        |
|  |              | Olympiakos Piraeus    | 1                     |   |                |              |                |              |  |  |               |               |                |   |  |        |        |        |
|  |              |                       |                       |   |                |              |                |              |  |  |               |               | Bayern München | 0 |  |        |        |        |
|  |              |                       |                       |   |                |              |                |              |  |  |               |               |                | 0 |  |        |        |        |
|  |              |                       | Internazionale        | 2 |                |              |                |              |  |  |               |               |                |   |  |        |        |        |
|  |              | Internazionale        | Internazionale        | 2 | 3              |              |                |              |  |  |               |               |                |   |  |        |        |        |
|  |              | Internazionale        |                       |   | 3              |              |                |              |  |  |               |               |                |   |  |        |        |        |
|  |              | Chelsea FC            | 1                     |   |                |              |                |              |  |  |               |               |                |   |  |        |        |        |
|  |              | Chelsea FC            | 1                     |   | Internazionale | 2            |                |              |  |  |               |               |                |   |  |        |        |        |
|  |              |                       |                       |   | Internazionale | 2            |                |              |  |  |               |               |                |   |  |        |        |        |
|  |              |                       | CSKA Moskou           | 0 |                |              |                |              |  |  |               |               |                |   |  |        |        |        |
|  |              | CSKA Moskou           | CSKA Moskou           | 0 | 3              |              |                |              |  |  |               |               |                |   |  |        |        |        |
|  |              |                       |                       |   | 3              |              |                |              |  |  |               |               |                |   |  |        |        |        |
|  |              | Sevilla               | 2                     |   |                |              |                |              |  |  |               |               |                |   |  |        |        |        |
|  |              |                       |                       |   |                |              | Internazionale | 3            |  |  |               |               |                |   |  |        |        |        |
|  |              |                       |                       |   |                |              |                |              |  |  |               |               |                |   |  |        |        |        |
|  |              |                       | FC Barcelona          | 2 |                |              |                |              |  |  |               |               |                |   |  |        |        |        |
|  |              | FC Porto              | FC Barcelona          | 2 | 2              |              |                |              |  |  |               |               |                |   |  |        |        |        |
|  |              | FC Porto              |                       |   | 2              |              |                |              |  |  |               |               |                |   |  |        |        |        |
|  |              | Arsenal FC            | 6                     |   |                |              |                |              |  |  |               |               |                |   |  |        |        |        |
|  |              | Arsenal FC            | 6                     |   | Arsenal FC     | 3            |                |              |  |  |               |               |                |   |  |        |        |        |
|  |              |                       |                       |   | Arsenal FC     | 3            |                |              |  |  |               |               |                |   |  |        |        |        |
|  |              |                       | FC Barcelona          | 6 |                |              |                |              |  |  |               |               |                |   |  |        |        |        |
|  |              | VfB Stuttgart         | FC Barcelona          | 6 | 1              |              |                |              |  |  |               |               |                |   |  |        |        |        |
|  |              | VfB Stuttgart         |                       |   | 1              |              |                |              |  |  |               |               |                |   |  |        |        |        |
|  |              | FC Barcelona          | 5                     |   |                |              |                |              |  |  |               |               |                |   |  |        |        |        |

### Achtste finale
De heenwedstrijden werden op 16 en 17 februari en de uitwedstrijden op 9 en 10 maart gespeeld.
| Team 1             | Tot. | Team 2                | 1e wedstr. | 2e wedstr. |
| ------------------ | ---- | --------------------- | ---------- | ---------- |
| Olympique Lyon     | 2-1  | Real Madrid CF        | 1-0        | 1-1        |
| AC Milan           | 2-7  | Manchester United FC  | 2-3        | 0-4        |
| FC Porto           | 2-6  | Arsenal FC            | 2-1        | 0-5        |
| FC Bayern München  | 4-4  | ACF Fiorentina        | 2-1        | 2-3        |
| VfB Stuttgart      | 1-5  | FC Barcelona          | 1-1        | 0-4        |
| Olympiakos Piraeus | 1-3  | Girondins de Bordeaux | 0-1        | 1-2        |
| Internazionale     | 3-1  | Chelsea FC            | 2-1        | 1-0        |
| CSKA Moskou        | 3-2  | Sevilla FC            | 1-1        | 2-1        |

### Kwartfinale
De heenwedstrijden werden gespeeld op 30 en 31 maart, de terugwedstrijden op 6 en 7 april.
| Team 1            | Tot.    | Team 2                | 1e wedstr. | 2e wedstr. |
| ----------------- | ------- | --------------------- | ---------- | ---------- |
| Olympique Lyon    | 3-2     | Girondins de Bordeaux | 3-1        | 0-1        |
| FC Bayern München | (u) 4-4 | Manchester United FC  | 2-1        | 2-3        |
| Arsenal FC        | 3-6     | FC Barcelona          | 2-2        | 1-4        |
| Internazionale    | 2-0     | FK CSKA Moskou        | 1-0        | 1-0        |

### Halve finale
De heenwedstrijden werden gespeeld op 20 en 21 april, de terugwedstrijden op 27 en 28 april.
| Team 1            | Tot. | Team 2         | 1e wedstr. | 2e wedstr. |
| ----------------- | ---- | -------------- | ---------- | ---------- |
| Internazionale    | 3-2  | FC Barcelona   | 3-1        | 0-1        |
| FC Bayern München | 4-0  | Olympique Lyon | 1-0        | 3-0        |

### Finale
|                                |                   |                       |                |                                                                                               |
| Zaterdag 22 mei 2010 20:45 CET | FC Bayern München | 0 - 2                 | Internazionale | Estadio Santiago Bernabéu, Madrid Toeschouwers: 88.000 Scheidsrechter: Howard Webb (Engeland) |
| Zaterdag 22 mei 2010 20:45 CET |                   | Diego Milito 34', 70' |                | Estadio Santiago Bernabéu, Madrid Toeschouwers: 88.000 Scheidsrechter: Howard Webb (Engeland) |

## Kampioen
| UEFA Champions League 2009/2010 |
| ------------------------------- |
| Internazionale 3de titel        |

Europese competities:
Albanië · Armenië · België · Bosnië en Herzegovina · Bulgarije · Cyprus · Denemarken · Duitsland · Engeland · Estland · Finland · Frankrijk · Griekenland · Hongarije · IJsland · Ierland · Israël · Italië · Kazachstan · Kroatië · Letland · Luxemburg · Montenegro · Nederland · Noorwegen · Oekraïne · Oostenrijk · Polen · Portugal · Roemenië · Rusland · San Marino · Schotland · Servië · Slovenië · Slowakije · Spanje · Tsjechië · Turkije · Zweden · Zwitserland
Europese competities: Super Cup 2010 · Champions League · Europa League